# Гагово
Га́гово (болг. Гагово) — село в Тирговиштській області Болгарії. Входить до складу общини Попово.

## Населення
За даними перепису населення 2011 року у селі проживали 605 осіб.
Національний склад населення села:
| Національність   | Кількість осіб | Відсоток |
| ---------------- | -------------- | -------- |
| болгари          | 237            | 42,0%    |
| турки            | 175            | 31,0%    |
| цигани           | 144            | 25,5%    |
| інша             | 0              | 0%       |
| не визначились   | 8              | 1,4%     |
| Всього відповіли | 564            |          |

Розподіл населення за віком у 2011 році:
Динаміка населення: